# Vânători (okręg Arad)
Vânători (węg. Vadász) – wieś w Rumunii, w okręgu Arad, w gminie Mișca. W 2011 roku liczyła 1410 mieszkańców. 

## Współpraca
Miejscowość partnerska:
- Turnhout, Belgia